# Campeonato colombiano 1992
El Campeonato colombiano 1992 (conocido como Copa Mustang 1992 por motivos de patrocinio) fue la cuadragésimo quinta (45a) edición de la Categoría Primera A del fútbol profesional colombiano, siendo el torneo de Primera División en la temporada 1992.

## Sistema de juego
El Torneo Apertura se disputó mediante 16 fechas y el Finalización con 30 jornadas más, todas bajo el sistema de todos contra todos para completar 46 fechas en la primera vuelta. Posteriormente, los ocho mejores equipos clasificaron a los cuadrangulares semifinales. De allí los cuatro mejores clasificaron para disputar el título del año. El primero del cuadrangular final se coronaría campeón y junto al subcampeón clasificarán directamente para la fase de grupos de la Copa Libertadores 1993.
Según la reclasificación, los clubes recibían puntajes de bonificación distribuidos así: primer lugar 1 punto; segundo lugar 0,75; tercer lugar 0,50; cuarto lugar 0,25. Estos puntos fueron tomados en cuenta para la definición de las fases semifinal y final del torneo.

## Equipos participantes

### Relevo anual de clubes
Por primera vez un equipo proveniente de la Primera B ascendió al Campeonato colombiano. Se trata del Envigado F. C., campeón del Torneo de Ascenso del año anterior, por ende, el sistema de ascenso y descenso se implementó completamente.
| Ascendido a la Primera A                      |
| --------------------------------------------- |
| Envigado F. C. (Campeón de la Primera B 1991) |

### Datos de los clubes
- Para esta temporada reapareció el Real Cartagena que no jugaba el campeonato desde 1971 en reemplazo del desaparecido Sporting Club.

| Equipo                 | Ciudad              | Estadio                        |
| ---------------------- | ------------------- | ------------------------------ |
| América de Cali        | Cali                | Olímpico Pascual Guerrero      |
| Atlético Bucaramanga   | Bucaramanga         | Alfonso López                  |
| Atlético Nacional      | Medellín            | Atanasio Girardot              |
| Cúcuta Deportivo       | Cúcuta              | General Santander              |
| Deportes Quindío       | Armenia             | Centenario                     |
| Deportes Tolima        | Ibagué              | Manuel Murillo Toro            |
| Deportivo Cali         | Cali                | Olímpico Pascual Guerrero      |
| Deportivo Pereira      | Pereira             | Hernán Ramírez Villegas        |
| Envigado F. C.         | Envigado            | Polideportivo Sur              |
| Independiente Medellín | Medellín            | Atanasio Girardot              |
| Junior                 | Barranquilla        | Metropolitano Roberto Meléndez |
| Millonarios            | Bogotá              | Nemesio Camacho El Campín      |
| Once Caldas            | Manizales           | Fernando Londoño Londoño       |
| Real Cartagena         | Cartagena de Indias | Pedro de Heredia               |
| Santa Fe               | Bogotá              | Nemesio Camacho El Campín      |
| Unión Magdalena        | Santa Marta         | Eduardo Santos                 |

### Localización
| Antioquia          | 3 | Atlético Nacional, Envigado F. C. e Independiente Medellín | Nacional Envigado F. C. DIM Millonarios Santa Fe Caldas Pereira Quindío América Cali Bucaramanga Cúcuta Tolima Unión Junior Cartagena |
| Bogotá, D. C.      | 2 | Millonarios y Santa Fe                                     | Nacional Envigado F. C. DIM Millonarios Santa Fe Caldas Pereira Quindío América Cali Bucaramanga Cúcuta Tolima Unión Junior Cartagena |
| Valle del Cauca    | 2 | América de Cali y Deportivo Cali                           | Nacional Envigado F. C. DIM Millonarios Santa Fe Caldas Pereira Quindío América Cali Bucaramanga Cúcuta Tolima Unión Junior Cartagena |
| Atlántico          | 1 | Junior                                                     | Nacional Envigado F. C. DIM Millonarios Santa Fe Caldas Pereira Quindío América Cali Bucaramanga Cúcuta Tolima Unión Junior Cartagena |
| Bolívar            | 1 | Real Cartagena                                             | Nacional Envigado F. C. DIM Millonarios Santa Fe Caldas Pereira Quindío América Cali Bucaramanga Cúcuta Tolima Unión Junior Cartagena |
| Caldas             | 1 | Once Caldas                                                | Nacional Envigado F. C. DIM Millonarios Santa Fe Caldas Pereira Quindío América Cali Bucaramanga Cúcuta Tolima Unión Junior Cartagena |
| Magdalena          | 1 | Unión Magdalena                                            | Nacional Envigado F. C. DIM Millonarios Santa Fe Caldas Pereira Quindío América Cali Bucaramanga Cúcuta Tolima Unión Junior Cartagena |
| Norte de Santander | 1 | Cúcuta Deportivo                                           | Nacional Envigado F. C. DIM Millonarios Santa Fe Caldas Pereira Quindío América Cali Bucaramanga Cúcuta Tolima Unión Junior Cartagena |
| Quindío            | 1 | Deportes Quindío                                           | Nacional Envigado F. C. DIM Millonarios Santa Fe Caldas Pereira Quindío América Cali Bucaramanga Cúcuta Tolima Unión Junior Cartagena |
| Risaralda          | 1 | Deportivo Pereira                                          | Nacional Envigado F. C. DIM Millonarios Santa Fe Caldas Pereira Quindío América Cali Bucaramanga Cúcuta Tolima Unión Junior Cartagena |
| Santander          | 1 | Atlético Bucaramanga                                       | Nacional Envigado F. C. DIM Millonarios Santa Fe Caldas Pereira Quindío América Cali Bucaramanga Cúcuta Tolima Unión Junior Cartagena |
| Tolima             | 1 | Deportes Tolima                                            | Nacional Envigado F. C. DIM Millonarios Santa Fe Caldas Pereira Quindío América Cali Bucaramanga Cúcuta Tolima Unión Junior Cartagena |

## Reclasificación
En la tabla de reclasificación se resumen todos los partidos jugados por los 16 equipos entre los meses de febrero y noviembre en los torneos Apertura y Finalización.
| Pos | Equipo                 | Pts | PJ | PG | PE | PP | GF | GC | Dif |
| --- | ---------------------- | --- | -- | -- | -- | -- | -- | -- | --- |
| 1.  | América de Cali        | 57  | 46 | 19 | 19 | 8  | 61 | 42 | 19  |
| 2.  | Deportivo Cali         | 56  | 46 | 21 | 14 | 11 | 59 | 38 | 21  |
| 3.  | Atlético Nacional      | 55  | 46 | 20 | 15 | 11 | 66 | 41 | 25  |
| 4.  | Junior                 | 54  | 46 | 20 | 14 | 12 | 76 | 54 | 22  |
| 5.  | Santa Fe               | 53  | 46 | 20 | 13 | 13 | 64 | 49 | 15  |
| 6.  | Millonarios            | 53  | 46 | 18 | 17 | 11 | 54 | 47 | 7   |
| 7.  | Unión Magdalena        | 49  | 46 | 17 | 15 | 14 | 64 | 60 | 4   |
| 8.  | Atlético Bucaramanga   | 49  | 46 | 17 | 15 | 14 | 41 | 46 | -5  |
| 9.  | Deportivo Pereira      | 46  | 46 | 14 | 18 | 14 | 49 | 49 | 0   |
| 10. | Envigado F. C.         | 46  | 46 | 13 | 20 | 13 | 53 | 51 | 2   |
| 11. | Once Caldas            | 44  | 46 | 13 | 18 | 15 | 37 | 41 | -4  |
| 12. | Deportes Quindío       | 42  | 46 | 12 | 18 | 16 | 46 | 57 | -11 |
| 13. | Independiente Medellín | 35  | 46 | 13 | 9  | 24 | 44 | 54 | -10 |
| 14. | Cúcuta Deportivo       | 35  | 46 | 9  | 17 | 20 | 48 | 67 | -19 |
| 15. | Deportes Tolima        | 33  | 46 | 9  | 15 | 22 | 45 | 70 | -25 |
| 16. | Real Cartagena         | 29  | 46 | 6  | 17 | 23 | 26 | 67 | -41 |

 Pts=Puntos; PJ=Partidos jugados; PE=Partidos empatados; P=Partidos perdidos; GF=Goles a favor; GC=Goles en contra; DIF=Diferencia de gol
|  | Clasificado para los cuadrangulares semifinales. |
|  | Eliminado.                                       |
|  | Descendido a la Categoría Primera B.             |

## Cuadrangulares semifinales
La segunda fase del Campeonato colombiano 1992 consiste en los cuadrangulares semifinales. Estos los disputan los ocho mejores equipos de todo el año, distribuidos en dos grupos de cuatro. Los cuatro primeros recibieron puntaje de bonificación previo al inicio de esta etapa. Los dos mejores de cada grupo avanzan al cuadrangular final para definir al campeón y los cupos a la Copa Libertadores.

### Grupo A
| Pos | Equipo            | Bon  | Pts  | PJ | PG | PE | PP | GF | GC | Dif |
| --- | ----------------- | ---- | ---- | -- | -- | -- | -- | -- | -- | --- |
| 1.  | América de Cali   | 1    | 9    | 6  | 2  | 4  | 0  | 15 | 11 | 4   |
| 2.  | Atlético Nacional | 0,75 | 7,75 | 6  | 2  | 3  | 1  | 11 | 9  | 2   |
| 3.  | Santa Fe          | 0,75 | 5,75 | 6  | 2  | 1  | 3  | 12 | 12 | 0   |
| 4.  | Unión Magdalena   | 0,50 | 4,50 | 6  | 1  | 2  | 3  | 12 | 18 | -5  |

### Grupo B
| Pos | Equipo               | Bon  | Pts  | PJ | PG | PE | PP | GF | GC | Dif |
| --- | -------------------- | ---- | ---- | -- | -- | -- | -- | -- | -- | --- |
| 1.  | Deportivo Cali       | 1    | 9    | 6  | 4  | 0  | 2  | 7  | 5  | 2   |
| 2.  | Junior               | 0,75 | 8,75 | 6  | 3  | 2  | 1  | 10 | 6  | 4   |
| 3.  | Atlético Bucaramanga | 0    | 5    | 6  | 2  | 1  | 3  | 8  | 12 | -4  |
| 4.  | Millonarios          | 0,25 | 3,25 | 6  | 1  | 1  | 4  | 7  | 9  | -2  |

 Bon=Puntaje de bonificación; Pts=Puntos; PJ=Partidos jugados; PE=Partidos empatados; P=Partidos perdidos; GF=Goles a favor; GC=Goles en contra; DIF=Diferencia de gol
|  | Clasificado al cuadrangular final. |

## Cuadrangular final
| Pos | Equipo            | Bon  | Pts  | PJ | PG | PE | PP | GF | GC | Dif |
| --- | ----------------- | ---- | ---- | -- | -- | -- | -- | -- | -- | --- |
| 1.  | América de Cali   | 1    | 10   | 6  | 4  | 1  | 1  | 11 | 6  | 5   |
| 2.  | Atlético Nacional | 0,75 | 8,75 | 6  | 3  | 2  | 1  | 11 | 8  | 3   |
| 3.  | Deportivo Cali    | 1    | 8    | 6  | 3  | 1  | 2  | 6  | 6  | 0   |
| 4.  | Junior            | 0,75 | 0,75 | 6  | 0  | 0  | 6  | 3  | 11 | -8  |

 Bon=Puntaje de bonificación; Pts=Puntos; PJ=Partidos jugados; G=Partidos ganados; E=Partidos empatados; P=Partidos perdidos; GF=Goles a favor; GC=Goles en contra; DIF=Diferencia de gol
|  | Campeón, clasificado para la Copa Libertadores 1993.    |
|  | Subcampeón, clasificado para la Copa Libertadores 1993. |

|                                    |
| Bandera de Colombia                |
| Campeón América de Cali 8.º título |

## Goleadores
| Jugador                 | Equipo            | Goles |
| ----------------------- | ----------------- | ----- |
| John Jairo Tréllez      | Atlético Nacional | 25    |
| Alex Comas              | Junior            | 24    |
| Rubén Darío Hernández   | Envigado F. C.    | 20    |
| Jorge da Silva          | América de Cali   | 19    |
| Adolfo Valencia         | Santa Fe          | 19    |
| Víctor Hugo Aristizábal | Atlético Nacional | 18    |
| Armando Osma            | Deportes Tolima   | 17    |

## Clasificación a torneos internacionales
| Clasificado como | Copa Libertadores 1993 | Supercopa Sudamericana 1993 |
| ---------------- | ---------------------- | --------------------------- |
| Colombia 1       | América de Cali        | Atlético Nacional           |
| Colombia 2       | Atlético Nacional      |                             |

## Cambios de categoría al final de temporada
| Descendido a la Primera B | Ascendido a la Primera A |
| ------------------------- | ------------------------ |
| Real Cartagena            | Atlético Huila           |